# Sparta Rotterdam
Sparta Rotterdam – holenderski klub piłkarski, mający swą siedzibę w Rotterdamie, w dzielnicy Delfshaven. Obecnie klub występuje w rozgrywkach Eredivisie.

## Historia
Sparta Rotterdam została założona 1 kwietnia 1888 roku. Jest najstarszym klubem piłkarskim w Holandii. W przeciwieństwie do założonych w późniejszych latach innych klubów z Rotterdamu, wywodzących się ze środowisk robotniczych Excelsioru i Feyenoordu, Sparta powstała jako klub klasy wyższej. Klub w swej historii sześć razy zdobywał mistrzostwo Holandii i trzy razy Puchar Holandii. Wielokrotnie był także uczestnikiem europejskich pucharów, w których największym sukcesem było dotarcie w sezonie 1959/1960 do ćwierćfinału Pucharu Europy Mistrzów Klubowych.
Od momentu wprowadzenia profesjonalnych rozgrywek piłkarskich w Holandii w 1956 roku Sparta regularnie występowała w najwyższej klasie rozgrywkowej, Eredivisie. Taki stan rzeczy utrzymywał się aż do sezonu 2001/2002, w którym klub odnotował pierwszy w swojej historii spadek do Eerste divisie (2. ligi). W sezonie 2004/2005 Sparta awansowała do Eredivisie, po czym w sezonie 2009/2010 znów spadła do Eerste divisie, w której grała do sezonu 2015/2016. W tym sezonie Sparta wygrała 2. ligę, co pozwoliło jej powrócić do Eredivisie.

## Sukcesy
- Mistrzostwo Holandii (6): 1909, 1911, 1912, 1913, 1915, 1959
- Puchar Holandii (3): 1958, 1962, 1966
- Zwycięstwo w Eerste divisie: 2016

## Skład
Stan na 22 maja 2017
| Nr | Poz. | Piłkarz                                     |
| -- | ---- | ------------------------------------------- |
| 1  | BR   | Roy Kortsmit                                |
| 2  | OB   | Denzel Dumfries                             |
| 3  | OB   | Sherel Floranus                             |
| 4  | PO   | Ryan Sanusi                                 |
| 5  | OB   | Michel Breuer (kapitan)                     |
| 6  | OB   | Rick van Drongelen                          |
| 7  | NA   | Thomas Verhaar                              |
| 8  | PO   | Mart Dijkstra                               |
| 9  | PO   | Paco van Moorsel                            |
| 10 | PO   | Stijn Spierings                             |
| 11 | NA   | Iván Calero                                 |
| 12 | OB   | Janne Saksela                               |
| 13 | OB   | Florian Pinteaux                            |
| 14 | OB   | Bart Vriends                                |
| 16 | NA   | Craig Goodwin                               |
| 17 | PO   | David Mendes da Silva                       |
| 19 | NA   | Mathias Pogba                               |
| 21 | NA   | Jerson Cabral (wypożyczony z SC Bastii)     |
| 22 | NA   | Martin Pušić (wypożyczony z FC Midtjylland) |
|    | BR   | Michael Fabrie                              |

| Nr | Poz. | Piłkarz              |
| -- | ---- | -------------------- |
|    | BR   | Bryan Janssen        |
|    | BR   | Ricardo Kieboom      |
|    | BR   | Michael Verrips      |
|    | OB   | Abdul Bai Kamara     |
|    | OB   | Daniël Breedijk      |
|    | OB   | Rick Ketting         |
|    | OB   | Ruggero Mannes       |
|    | OB   | Koen Muller          |
|    | OB   | Serghino Sanches     |
|    | OB   | Kevin Vermeulen      |
|    | PO   | Jaimy Brute          |
|    | PO   | Kenneth Dougall      |
|    | PO   | Deroy Duarte         |
|    | PO   | Jeffrey Neral        |
|    | NA   | Ilias Alhaft         |
|    | NA   | Roland Bergkamp      |
|    | NA   | Loris Brogno         |
|    | NA   | Lovette Felicia      |
|    | NA   | Alessandro Rodrigues |

## Europejskie puchary
Legenda do wszystkich tabel:
- Q – runda eliminacyjna, 1/16, 1/8, 1/4, 1/2 – odpowiednia faza rozgrywek, Grupa – runda grupowa, 1r gr – pierwsza runda grupowa, 2r gr – druga runda grupowa, F – finał, R – runda, PO – play-off
- k. – rzuty karne, los. – losowanie, Dogr. – dogrywka, w. – zasada bramek strzelonych na wyjeździe

| Sezon   | Rozgrywki                 | Runda | Przeciwnik               | Dom | Wyjazd | Ogólnie      |
| ------- | ------------------------- | ----- | ------------------------ | --- | ------ | ------------ |
| 1959/60 | Puchar Europy             | 1R    | IFK Göteborg             | 3–1 | 1–3    | 4–4, 3–1 (N) |
| 1959/60 | Puchar Europy             | 1/4   | Rangers                  | 2–3 | 1–0    | 3–3, 2–3 (N) |
| 1962/63 | Puchar Zdobywców Pucharów | Q     | Lausanne Sports          | 4–2 | 0–3    | 4–5          |
| 1966/67 | Puchar Zdobywców Pucharów | 1R    | Floriana                 | 6–0 | 1–1    | 7–1          |
| 1966/67 | Puchar Zdobywców Pucharów | 2R    | Servette FC              | 1–0 | 0–2    | 1–2          |
| 1970/71 | Puchar Miast Targowych    | 1R    | Akraness                 | 6–0 | 9–0    | 15–0         |
| 1970/71 | Puchar Miast Targowych    | 2R    | Coleraine                | 2–0 | 2–1    | 4–1          |
| 1970/71 | Puchar Miast Targowych    | 3R    | Bayern Monachium         | 1–3 | 1–2    | 2–5          |
| 1971/72 | Puchar Zdobywców Pucharów | 1R    | Lewski Sofia             | 2–0 | 1–1    | 3–1          |
| 1971/72 | Puchar Zdobywców Pucharów | 2R    | Crvena zvezda            | 1–1 | 1–2    | 2–3          |
| 1983/84 | Puchar UEFA               | 1R    | Coleraine                | 4–0 | 1–1    | 5–1          |
| 1983/84 | Puchar UEFA               | 2R    | Carl Zeiss Jena          | 3–2 | 1–1    | 4–3          |
| 1983/84 | Puchar UEFA               | 3R    | Spartak Moskwa           | 1–1 | 0–2    | 1–3          |
| 1985/86 | Puchar UEFA               | 1R    | Hamburger SV             | 2–0 | 0–2    | 2–2, k: 4–3  |
| 1985/86 | Puchar UEFA               | 2R    | Borussia Mönchengladbach | 1–1 | 1–5    | 2–6          |